# Rue Jules-Romains
La rue Jules-Romains est une voie du 19e arrondissement de Paris, en France.

## Situation et accès
La rue Jules Romains est une voie publique située dans le 19e arrondissement de Paris. Elle débute au 15, rue de Belleville et se termine au 24, rue Rébeval.

## Origine du nom

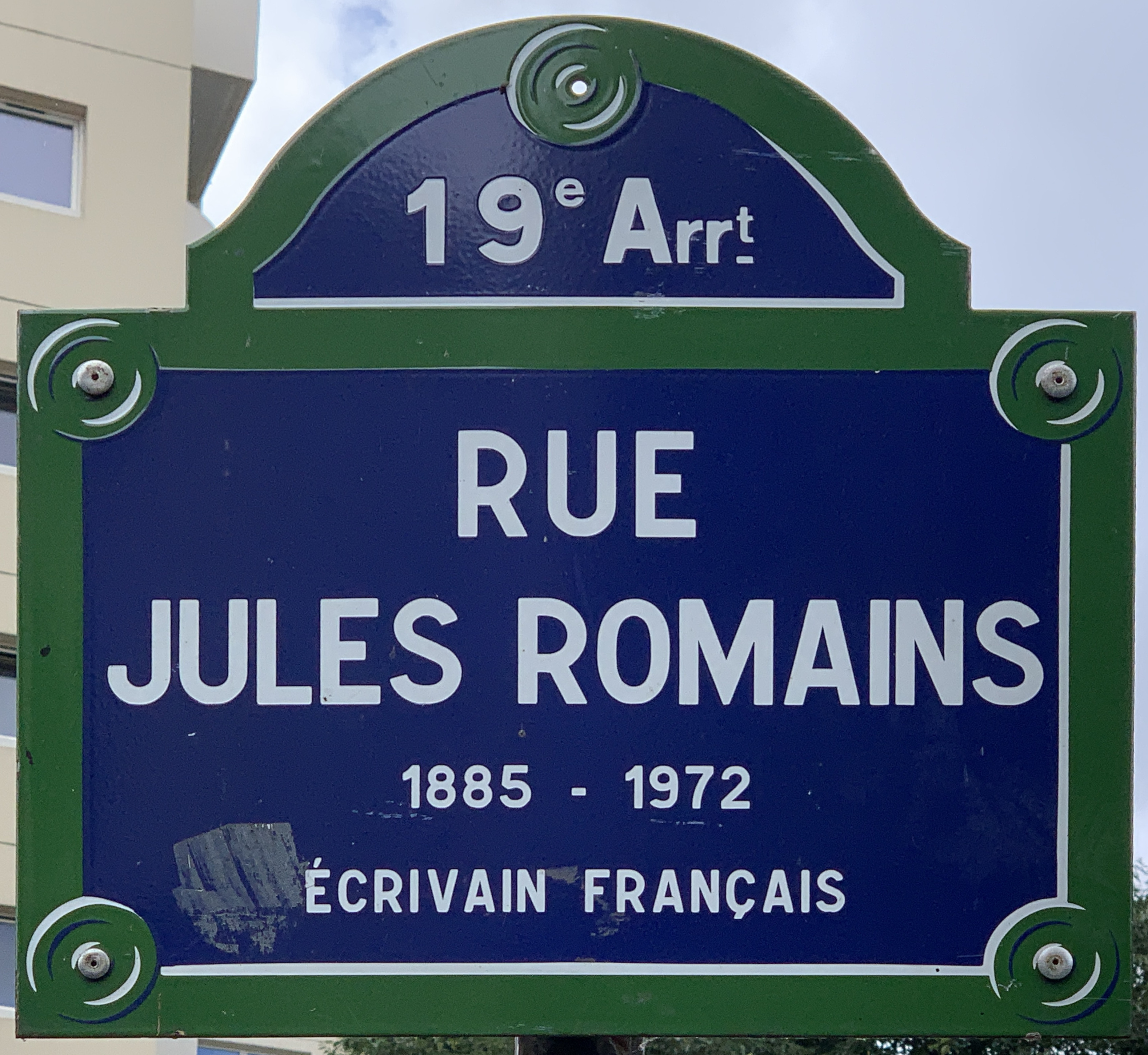
Plaque de la rue.

Elle porte le nom de l'écrivain français Louis Farigoule dit Jules Romains (1885-1972), qui fut membre de l'Académie française.

## Historique
Cette voie reprend à peu près le tracé du « passage Kuszner », ouvert au XIXe siècle, entre le 17, rue de Belleville  (immeuble aujourd’hui détruit) où il fallait passer sous l’immeuble, et le 24 rue Rébeval. Il reprenait le nom du propriétaire des terrains qu’il desservait. Kuszner disposait d’un des plus gros cabarets de la Courtille (la rue de Belleville) et avait également des caves à vin à la Villette, Poissonnière, Rochechouart . L’ancien passage est classé dans la voirie parisienne par un arrêté du 11 janvier 1935.
À la suite du début de rénovation de l’îlot insalubre numéro 7, qui commence par la rive nord du centre du passage Kuszner, celui prend  brièvement la dénomination de « rue Kuszner ».
Dans le cadre de la rénovation du secteur Rébeval et par l'arrêté du 4 février 1974, l'assiette du passage Kuszner est très élargie et déplacée légèrement vers le sud. L’ancien passage prend sa dénomination actuelle par un arrêté municipal du 27 juillet 1979. Celui-ci rapporte celui du 30 août 1978 qui attribuait le nom de rue Jules Romains au tronçon de la rue Compans compris entre la rue de Belleville et les rues Augustin Thierry et Henri Ribière.

## Bâtiments remarquables et lieux de mémoire
- Robert Bober a brièvement habité dans un "petit hôtel du passage Kuszner" à son arrivée en France en 1933, écrit-il dans "On ne peut plus dormir tranquille quand on a une fois ouvert les yeux"[4]. L'hôtel devait être situé non loin de l'actuel 5, rue Jules Romains.
- Au 17 passage Kuszner se trouvaient les presses des Imprimeries Prissette.